# Comicidade
Comicidade é a arte de fazer rir, sem criticar algo. É diferente de Humor, que é a arte de fazer rir, criticando algo.
O circo sempre representou a comicidade, tendo apenas o objetivo de fazer rir, como por exemplo: uma cena em que um palhaço leva uma torta no rosto. Percebe-se que a cena só tem a intenção de divertir o público.